# Castello di Sichelburg
Il castello di Sichelburg (in tedesco: Sichelburg) è un castello ubicato presso Falzes, in Val Pusteria (BZ).

## Storia

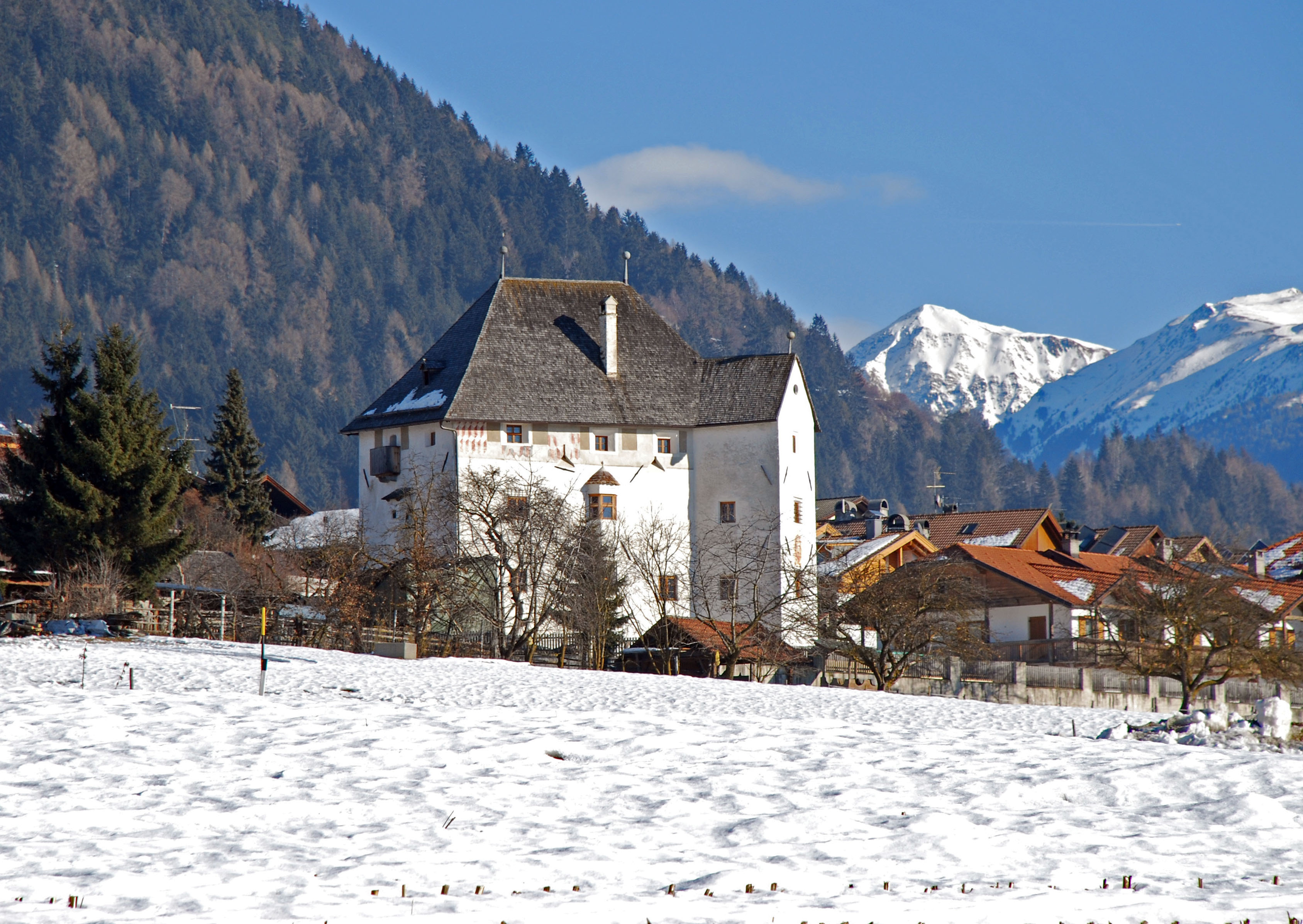
Il castello visto dal sentiero pedonale

Il nome del castello deriva dal termine tedesco Sichel, che in italiano si può tradurre con "falce": due falci appaiono appunto nello stemma dei proprietari, la famiglia Platzzoller.
Per quanto si sappia, il maniero apparteneva fin dal 1356 alla famiglia aristocratica dei signori di Falzes, in seguito, tra il 1524 e il 1761 passò alla famiglia von Mörl.
La struttura del castello è molto compatta e assomiglia a un torrione. Le pareti laterali sono ornate con caratteristici erker.
Oggi è diventato un maso contadino, e negli anni 2002-2003 ha subito un restauro. Il primo lotto è costato alle casse comunali 164.000 Euro, mentre il secondo 165.924,18 Euro.